# Kíevskoie
Kíevskoie - Киевское (rus) - és un poble del krai de Krasnodar, a Rússia. Es troba a la vora del riu Kudako, afluent de l'Adagum, que és tributari del Kuban. És a 15 km al nord-oest de Krimsk i a 90 km a l'oest de Krasnodar.
Pertanyen a aquest poble els khútors de Plàvnenski, Olkhovski, Sadovi, Urma, Teteriatnik, Kalínovka Pérvaia, Kalínovka Vtóraia, Boríssovski, Léninski, Karla Marksa, Nekràssovski, Trudovoi, Novi, Niktítinski i Lvovski; i els pobles de Gvardéiskoie, Udàrnoie i Ekonomítxeskoie.

## Història
Fou fundat el 1804 per colons camperols de la gubèrnia de Kíev. A la vila hi havia la Bàbuixka Vixka (la Torre Àvia), la primera torre d'extracció de petroli de Rússia, erigida el 1864 per Ardalion Novossíltsev, a la vall del riu Kudako, avui dia convertida en un monument. Fins al 1920 la vila va pertànyer a l'otdel de Temriuk de la província de Kuban.

## Geografia
- Plàvnenski o Плавненский (rus) és un khútor que troba prop de la confluència del riu Kudako amb l'Adagum. És a 13 km al nord-oest de Krimsk i a 87 km a l'oest de Krasnodar.[1]
- Olkhovski - Ольховский (rus) - és un khútor que es troba a la vora dreta de l'Adagum, tributari del riu Kuban. És a 18 km al nord-oest de Krimsk i a 83 km a l'oest de Krasnodar.[2]
- Sadovi - Садовый (rus) - és un khútor sobre el riu Rúskaia, a 13 km al nord-oest de Krimsk i a 88 km a l'oest de Krasnodar.[3]
- Urma - Урма (rus) - és un khútor que es troba a la vora esquerra del riu Kuban. És a 26 km al nord-oest de Krimsk i a 89 km a l'oest de Krasnodar.[4]
- Teteriatnik - Тетерятник (rus) - és un khútor que es troba a la vora del riu Rússkaia, afluent del Kudako, de la conca hidrogràfica del riu Kuban. És a 27 km al nord-oest de Krimsk i a 94 km a l'oest de Krasnodar.[5]
- Kalínovka Pérvaia - Калиновка Первая (rus) - és un khútor que es troba a la vora dreta de l'Adagum, de la conca del riu Kuban. És a 21 km al nord-oest de Krimsk i a 92 km a l'oest de Krasnodar.[6]
- Kalínovka Vtóraia - Калиновка Вторая (rus) - és un khútor que es troba a la vora de l'Adagum, de la conca del riu Kuban. És a 20 km al nord-oest de Krimsk i a 91 km a l'oest de Krasnodar.[7]
- Boríssovski - Борисовский (rus) - és un khútor que es troba a la vora dreta del Kudako. És a 15 km al nord-oest de Krimsk i a 86 km a l'oest de Krasnodar.[8]
- Léninski - Ленинский (rus) - és un khútor que es troba a la vora dreta del Kudako, de la conca del riu Kuban. És a 15 km al nord-oest de Krimsk i a 86 km a l'oest de Krasnodar.[9]
- Karla Marksa - Карла Маркса (rus) - és un khútor que es troba a la vora esquerra de l'Adagum, de la conca del riu Kuban. És a 19 km al nord-oest de Krimsk i a 92 km a l'oest de Krasnodar.[10]
- Nekràssovski - Некрасовский (rus) - és un khútor que es troba a la vora dreta de l'Adagum. És a 16 km al nord-oest de Krimsk i a 87 km a l'oest de Krasnodar.[11]
- Trudovoi - Трудовой (rus) - és un khútor que es troba a la vora dreta de l'Adagum, de la conca hidrogràfica del riu Kuban. És a 16 km al nord-oest de Krimsk i a 87 km a l'oest de Krasnodar.[12]
- Novi - Новый (rus) - és un khútor que es troba a la vora del Rússkaia, afluent del Kudako, de la conca hidrogràfica del riu Kuban. És a 11 km al nord-oest de Krimsk i a 89 km a l'oest de Krasnodar.[13]
- Niktítinski - Никитинский (rus) - és un khútor que es troba a la vora dreta del Kudako, afluent de l'Adagum. És a 13 km al nord-oest de Krimsk i a 90 km a l'oest de Krasnodar.[14]
- Lvovski - Львовский (rus) - és un khútor que es troba a la vora del riu Kudako, afluent de l'Adagum, de la conca del Kuban. És a 14 km al nord-oest de Krimsk i a 91 km a l'oest de Krasnodar.[15]
- Gvardéiskoie - Гвардейское (rus) - és un poble que es troba a la vora esquerra del riu Kuban. És a 24 km al nord-oest de Krimsk i a 90 km a l'oest de Krasnodar.[16]
- Udàrnoie - Ударное (rus) - és un poble que es troba prop de la vora esquerra de l'Adagum, de la conca hidrogràfica del riu Kuban. És a 18 km al nord-oest de Krimsk i a 91 km a l'oest de Krasnodar.[17]
- Ekonomítxeskoie - Экономическое (rus) - és un poble que es troba a la vora del riu Getxepsin. És a 8 km al nord-oest de Krimsk i a 85 km a l'oest de Krasnodar.[18]